# Кубань (футбольний клуб)
«Кубань»  — колишній російський футбольний клуб з міста Краснодар. Виступав у Прем'єр-лізі чемпіонату Росії. Заснований 1928 року, розформований наприкінці травня 2018 року.
Колишні назви: «Динамо» (1928—1953), «Нафтовик» (1954—1957), «Кубань» (1958—1960, 1963—2018), «Спартак» (1960—1962)

## Досягнення
- Чемпіон РРФСР: 1948, 1962, 1973, 1987.
- Фіналіст Кубка Росії: 2014/15

## Відомі гравці
- Олексій Гай
- Ігор Жураховський
- Євген Селезньов
- Анхель Деальберт
- Братислав Ристич
- Євген Варламов
- Андрій Аршавін
- Роман Павлюченко
- Джибріль Сіссе

## Клубні кольори
| Жовтий | Зелений |